# Ursapharm
Die Ursapharm Arzneimittel GmbH (Eigenschreibweise: URSAPHARM) mit Sitz im saarländischen Saarbrücken ist ein deutscher Pharmahersteller.

## Geschichte
Das Unternehmen wurde 1974 durch die vier saarländischen Apotheker Albrecht Holzer, Dieter Trox, Werner Buxmann und Werner Bernhard gegründet und agierte zunächst als Vertriebsunternehmen für überwiegend aus Frankreich importierte Ophthalmika. Zwei Jahre später nahm Ursapharm eigene Produktionsanlagen in Betrieb und fertigte erste eigene Präparate für die Augenheilkunde wie Augentropfen und -salben. Ab 1984 kamen allgemeinmedizinische Arzneien wie Mineralstoffe, Spurenelemente, durchblutungsfördernde Mittel und Enzyme hinzu. Zudem erweiterte Ursapharm das Leistungsspektrum um die Lohnfertigung für andere Pharmaunternehmen.
Im Geschäftsjahr 2016 machte Ursapharm mit 510 Mitarbeitern einen Umsatz von 130 Mio. EUR. Den größten Anteil am Umsatz hatten die eigenen Arzneimittel, gefolgt von der Lohnfertigung und von erhaltenen Lizenzgebühren. Neben verschiedenen Tochterunternehmen bzw. Beteiligungen in Deutschland bestehen Tochterunternehmen in Frankreich, Tschechien, den Niederlanden, Portugal und Indien.

## Produkte
Neben den von Anfang an produzierten Ophthalmika fertigt Ursapharm heute u. a. Allergiemittel, durchblutungsfördernde Mittel und Nahrungsergänzungsprodukte.

## Marketing
Ursapharm ist Trikotsponsor des saarländischen Fußballvereins SV Elversberg, der seit der Saison 2023/24 in der 2. Bundesliga spielt, und hält zugleich die Namensrechte am Stadion des Vereins, der Ursapharm-Arena an der Kaiserlinde, vormals Waldstadion Kaiserlinde. Ursapharm-Geschäftsführer Frank Holzer, ein ehemaliger Profifußballer, der seine Karriere bei der DJK Elversberg begonnen hatte, war zunächst Präsident des Vereins, bis er auf die Position des Aufsichtsratsvorsitzenden wechselte. Sein Nachfolger als Präsident wurde sein Sohn Dominik Holzer, ebenfalls Ursapharm-Geschäftsführer.
Seit 2021 ist Ursapharm mit der Marke Hylo Trikotsponsor des österreichischen Bundesligisten FC Admira Wacker. Seit 2024 wird jene Untermarke auch bei den Trikots des SV Elversberg anstelle von Ursapharm genutzt.